# Brada (anatomija)
Brada (lat. Mentum) u anatomiji čovjeka označava dio donje čeljusti (mandibule) ispod usta.

## Etimologija
Hrvatska riječ brada korijen ima iz praslavenskog borda (stsl. brada, rus. borodá, polj. broda). Slični oblici postoje i u litavskom (barzda) i latvijskom (barba).

## Postanak i razvoj
Prema evolucijskoj biologiji, brada se u čovjeka pojavila tijekom srednjeg i kasnog pleistocena, iako su njezino podrijetlo i pojava u čovjeka i dalje temom znanstvenih rasprava. Prema najpoznatijoj pretpostavci, brada se razvila usporedno s pojavom govora, žvakanja. ili pojave tzv. spolnog odabira među pripadnicima muškog i ženskog spola, prema kojoj je pojava brade povezana s pojavom spolnog dimorfizma prema "razvojnoj pretpostavci" evolucijske biologije.
Slonovi se među životinjama smatraju jedinima sa sličnom pojavom, iako se vode rasprave oko toga može li se takva pojava nazvati bradom.